# Philippe Jean Baldensperger
Philippe Jean Baldensperger  (* ? - 1948)  fue un  naturalista francés que describió la subespecie Apis mellifera sahariensis. 
Fue fundador de la "Société d'Apiculture des Alpes Maritimes (Sociedad de Apicultura de los Alpes Marítimos), Château de la Causega, Fontan, Francia. 
Fue profesor en Jerusalén y estudió todas las razas africanas en busca de nuevas subespecies. 